# Communauté de communes des Pays d'Olt et d'Aubrac
La  Communauté de Communes des Pays d'Olt et d'Aubrac  est une ancienne communauté de communes française, située dans le département de l'Aveyron.

## Composition
Elle était composée des communes suivantes :
| Nom                                    | Code Insee | Gentilé          | Superficie (km2) | Population (dernière pop. légale) | Densité (hab./km2) |
| -------------------------------------- | ---------- | ---------------- | ---------------- | --------------------------------- | ------------------ |
| Saint Geniez d'Olt et d'Aubrac (siège) | 12224      |                  | 90,17            | 2 196 (2017)                      | 24                 |
| Castelnau-de-Mandailles                | 12061      | Mandaillois      | 35,87            | 562 (2014)                        | 16                 |
| Pierrefiche                            | 12182      | Pierrefichois    | 17,10            | 268 (2014)                        | 16                 |
| Pomayrols                              | 12184      | Pomayrolais      | 23,10            | 127 (2014)                        | 5,5                |
| Prades-d'Aubrac                        | 12187      | Pradésiens       | 46,64            | 419 (2014)                        | 9                  |
| Sainte-Eulalie-d'Olt                   | 12219      | Sainte-Eulaliens | 17,48            | 375 (2014)                        | 21                 |

## Sources
- Base de données ASPIC pour l'Aveyron, édition 11/2006.
- le SPLAF pour l'Aveyron, édition 11/2006.
- AdCF (Assemblée des Communautés de France)